# Báguena (kommunhuvudort)
Báguena är en kommunhuvudort i Spanien.   Den ligger i provinsen Provincia de Teruel och regionen Aragonien, i den nordöstra delen av landet, 210 km öster om huvudstaden Madrid. Báguena ligger 813 meter över havet och antalet invånare är 395.
Terrängen runt Báguena är kuperad åt sydväst, men åt nordost är den platt. Báguena ligger nere i en dal. Runt Báguena är det glesbefolkat, med 11 invånare per kvadratkilometer. Närmaste större samhälle är Daroca, 9,4 km nordväst om Báguena. Omgivningarna runt Báguena är i huvudsak ett öppet busklandskap.